# Maria Bitner-Glindzicz
Maria Aniela Katarzyna Bitner-Glindzicz (ur. 26 czerwca 1963 we Fleetwood, zm. 20 września 2018 w Londynie) – brytyjska profesor nauk medycznych, specjalistka w zakresie genetyki.
Brytyjska lekarka, honorowa konsultantka w dziedzinie genetyki klinicznej w szpitalu dziecięcym Great Ormond Street Hospital oraz wykładowca genetyki człowieka i genetyki molekularnej w Instytucie Zdrowia Dziecka UCL. Zajmowała się genetycznymi przyczynami głuchoty u dzieci, terapią wad wzroku, badaniami nad chorobą Norriego oraz zespołem Ushera. Współpracowała z organizacjami charytatywnymi i była jedną z pierwszych osób zaangażowanych w genetyczny projekt badawczy 100,000 Genomes Project realizowany przez rządową organizację o nazwie Genomics England.
Zmarła wskutek wypadku drogowego, którego doświadczyła w trakcie jazdy rowerem.

## Edukacja
Maria Bitner-Glindzicz uczęszczała do college’u w Rendcomb (Rendcomb College), szkoły z internatem prowadzonej przez Kościół Anglii na terenie hrabstwa Gloucestershire. Uzyskała dyplom lekarza (bachelor’s degree MBBS) na University College London w 1987 r. Następnie obroniła doktorat jako stypendystka MRC Clinical Training Fellowship. Jej zainteresowania badawcze dotyczyły genetycznych przyczyn głuchoty u dzieci i dorosłych, takich jak choroba Norriego i zespół Ushera.

## Kariera
Jej grupa badawcza w Instytucie Zdrowia Dziecka UCL, we współpracy z innymi osobami w Europie, zidentyfikowała szereg genów odpowiedzialnych za syndromiczne i niesyndromiczne formy głuchoty, w tym głuchotę sprzężoną z chromosomem X, zespół sercowo-słuchowy i zespół Ushera. Praca Bitner-Glindzicza nad zespołem Ushera zapoczątkowała National Collaborative Usher Study, duże badanie kliniczne i molekularne osób z zespołem Ushera w Wielkiej Brytanii, prowadzone we współpracy z Wellcome Trust Sanger Institute.
Ponadto interesowała się ototoksycznością oraz jej mechanizmami i podstawami genetycznymi, badając, czy wykonalne są przyłóżkowe badania genetyczne pod kątem mutacji predysponujących do ototoksyczności. 
Bitner-Glindzicz opublikowała kilkadziesiąt artykułów na temat swoich badań. Oprócz pracy klinicznej i badawczej wspierała organizacje charytatywne była siłą napędową założenia fundacji Norrie Disease Foundation. Szpital Great Ormond Street określił ją jako prawdziwą orędowniczkę swoich pacjentów i rzeczniczkę większego wsparcia dzieci dotkniętych wadami wzroku i słuchu.
W 2003 r. została przyjęta do członkiem Królewskiego Stowarzyszenia Lekarzy, a w 2012 profesorem genetyki klinicznej i molekularnej na UCL.

## Śmierć
19 września 2018 r. o godzinie 11:30 prof. Bitner-Glindzicz jechała rowerem, w kasku i z paskiem odblaskowym, wzdłuż St John Street w londyńskiej dzielnicy Islington, zmierzając na wykład, który miała wygłosić w szpitalu klinicznym św. Bartłomieja. Kierowca stojącej furgonetki otworzył nagle drzwi, co spowodowało, że rowerzystka (uderzona drzwiami lub omijająca przeszkodę) została potrącona przez wyprzedzającą ją taksówkę i przeciągnięta 18 m w dół ulicy. Bitner-Glindzicz zmarła następnego dnia w szpitalu Royal London w wyniku licznych obrażeń.

## Życie prywatne
Pochodziła z polskiej rodziny ziemiańskiej, do której należeli m.in. Glindziczowie herbu Ostoja: poseł Andrzej Antoni i Mieczysław, lekarz oraz naczelnik powiatu wołkowyskiego w powstaniu styczniowym. Jej przodkowie byli właścicielami dóbr ziemskich z centrum w Kwaterach w powiecie wołkowyskim. Po agresji sowieckiej i anektowaniu Kresów wschodnich Adolf Bitner-Glindzicz, dziadek Marii, został aresztowany. Jego nazwisko znajduje się na tzw. białoruskiej liście katyńskiej, wśród ofiar. Podobny los spotkał pradziadka Marii – Stanisława Grochowskiego – oraz innych męskich krewnych. Żona i dzieci Adolfa Bitner-Glindzicza, w tym Ryszard, ojciec Marii, zostali deportowani. Ryszard wraz z matką i bratem trafił przez Akmolińsk do Gʻuzor, skąd wraz z armią Andersa dotarł do Palestyny. Następnie w Anglii został inżynierem i poślubił Irlandkę, Helen Ann Herron, która opisała losy swojego męża oraz jego rodziny. Ryszard Bitner-Glindzicz został pochowany na cmentarzu South Ealing w Londynie.
Córką Ryszarda i Helen była Maria Bitner-Glindzicz. Poślubiła Davida Milesa, późniejszego profesora onkologii. Mieli dwoje dzieci: Helenę i Olivera. 